# Fairchild PT-19

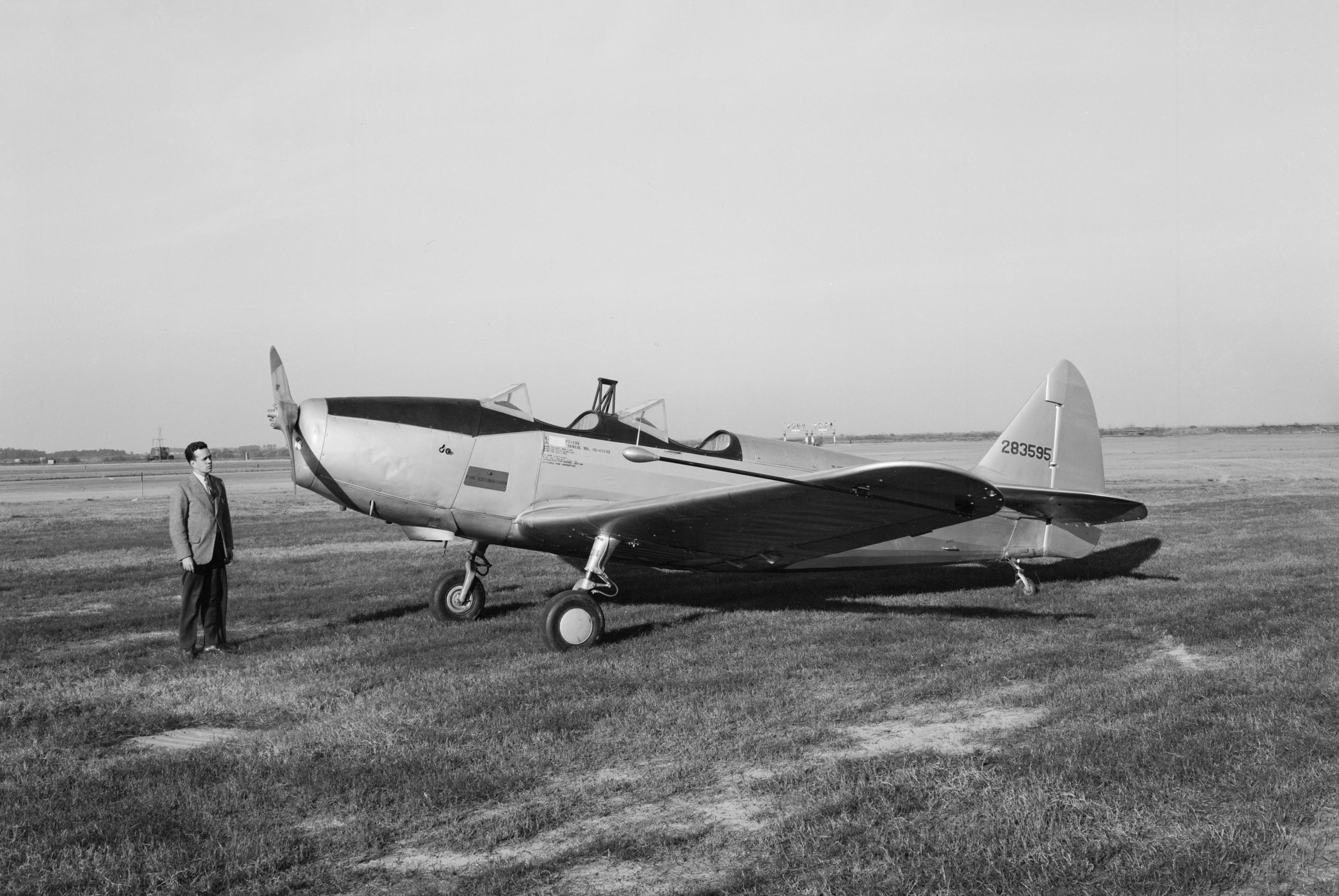
Fairchild PT-19

Die Fairchild PT-19 war ein Eindecker, der hauptsächlich zur Ausbildung genutzt wurde. Eingesetzt wurde er bei der USAAC, RAF und RCAF während des Zweiten Weltkriegs. Es war ein Gegenentwurf zur Boeing-Stearman PT-17.

## Geschichte und Konstruktion
Die PT-19 entstand aus der Entwicklungsversion Fairchild M62. Die Flugzeuge wurden von der USAAC ab 1940 geordert. Die erste Serie PT-19 umfasste 275 Maschinen mit einem 175 PS Ranger L-440-1-Motor. Ab 1941 begann dann die Serienproduktion der PT-19A mit einem 200 PS Ranger L-440-3-Motor. Es wurden 3181 der PT-19A produziert. Weitere 477 wurde von Aeronca produziert sowie 44 Stück von der St. Louis Aircraft Company. Die PT-19B wurde zur Instrumentenflugausbildung entwickelt, davon wurden 917 Stück produziert.
Der Nachfolger die PT-23 erhielt einen 220 PS Continental R-670-Motor, von diesem Typ wurde 869 Stück gebaut. 256 PT-23A wurden wiederum zur Blindflugschulung hergestellt.
Die letzte Variante war die PT-26 mit Ranger L-440-7-Motor. Die kanadische Version hieß Cornell und wurde in Kanada und Rhodesien eingesetzt.
Am 3. September 2004 stürzte eine PT-26 nach Motorschaden in Corsicana, Texas ab. Dabei starben der Pilot und sein Passagier.

## Varianten
- PT-19 – erstes Serienmodell auf Basis der M62, von einem Ranger L-440-1 mit 175 PS angetrieben, 270 gebaut
- PT-19A – stärker motorisiertes Modell, das von einem Ranger L-440-3 mit 200 PS angetrieben wurde, ab 1948 in T-19A umbenannt, 3226 gebaut
- PT-19B – Version zur Instrumentenflugschulung der PT-19A, 143 neugebaut und sechs PT-19A umgerüstet
- XPT-23A – eine PT-19 versuchsweise mit einem Continental R-670-5 Sternmotor mit 220 PS ausgestattet
- PT-23 – Serienversion mit Sternmotor, 774 gebaut
- PT-23A – Version zur Instrumentenflugschulung der PT-23, 356 gebaut
- PT-26 – Variante der PT-19A mit geschlossenem Cockpit für die Verwendung im British Commonwealth Air Training Plan, angetrieben von einem Ranger L-440-3, 670 gebaut für die Royal Canadian Air Force als Cornell I
- PT-26A – PT-26 mit einem Ranger L-440-7, 807 gebaut von Fleet Aircraft Corporation als Cornell II
- PT-26B – PT-26A mit kleinen Änderungen, 250 als Cornell III gebaut
- PT-3FG – brasilianische Bezeichnung der dort in Lizenz gebauten PT-19A

## Produktion
Abnahme der PT-19, PT-23 und PT-26 durch die USAAF: 
| Hersteller               | Version                             | 1939 | 1940 | 1941 | 1942 | 1943 | 1944 | SUMME |
| ------------------------ | ----------------------------------- | ---- | ---- | ---- | ---- | ---- | ---- | ----- |
| Fairchild, Hagerstown    | M-62A Zivil                         | 94   | 21   |      |      |      |      | 115   |
| Fairchild, Hagerstown    | M-62B Chile                         |      | 39   |      |      |      |      | 39    |
| Fairchild, Hagerstown    | 270 PT-19, 3.182 PT-19A, 774 PT-19B |      | 193  | 913  | 1329 | 1661 | 130  | 4226  |
| Fairchild, Hagerstown    | PT-23                               |      |      |      | 2    |      |      | 2     |
| Fairchild, Hagerstown    | PT-26                               |      |      |      | 400  |      | 270  | 670   |
| Aeronca, Middletown      | 477 PT-19A, 143 PT-19B, 375 PT-23   |      |      |      | 16   | 754  | 225  | 995   |
| St. Louis, St. Louis     | PT-19                               |      |      |      | 1    | 43   |      | 44    |
| St. Louis, St. Louis     | 200 PT-23, 106 PT-23A               |      |      |      |      | 245  | 61   | 306   |
| Howard, Chicago          | 200 PT-23, 149 PT-23A               |      |      |      | 3    | 344  | 2    | 349   |
| Fleet, Fort Erie, Kanada | PT-23                               |      |      |      | 7    | 86   |      | 93    |
| Fleet, Fort Erie, Kanada | PT-26A                              |      |      |      |      | 1008 | 49   | 1057  |
| SUMME                    |                                     | 94   | 253  | 913  | 1758 | 4141 | 737  | 7896  |

Zusätzlich produzierte Fleet auf kanadische bzw. britische Rechnung 250 Cornell Mk. II, 85 PT-23A und 250 PT-23B, zusammen mit den auf US-Rechnung gebauten Flugzeugen insgesamt 1735 Cornell. In Rio de Janeiro wurden in den Jahren 1945 bis 1947 232 PT-19 als 3 FG gefertigt, sodass insgesamt 8733 Fairchild PT-19, PT-23 und PT-26 gebaut wurden.

## Militärische Nutzung
Argentinien
 Brasilien
 China
 Ecuador
 Haiti
 Indien
- Indian Air Force

 Kanada
- Royal Canadian Air Force

 Kolumbien
 Mexiko
 Norwegen
 Paraguay
 Philippinen
 Rhodesien
 Südafrikanische Union
 Uruguay
 Vereinigte Staaten

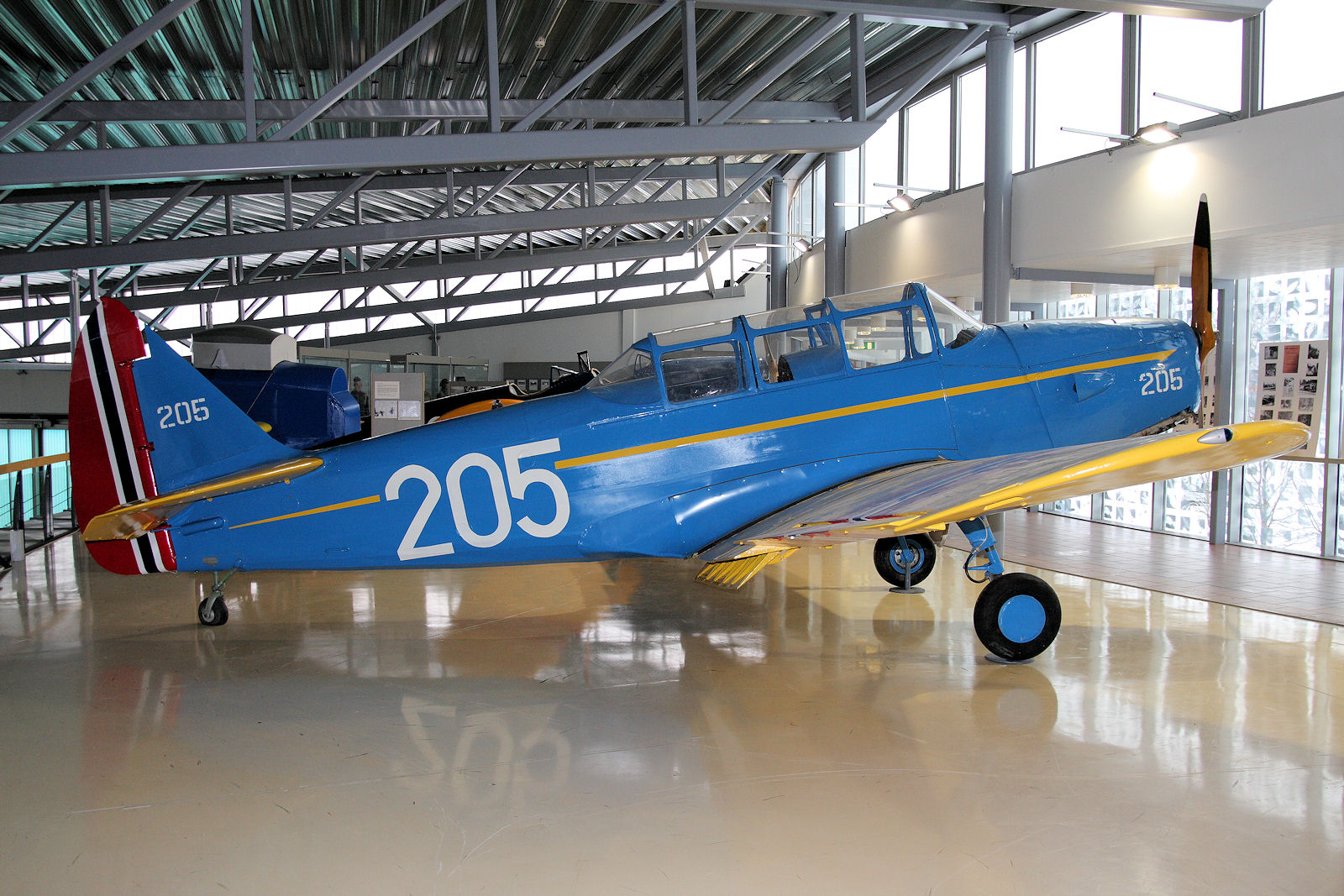
Fairchild PT-26 der norwegischen Luftstreitkräfte

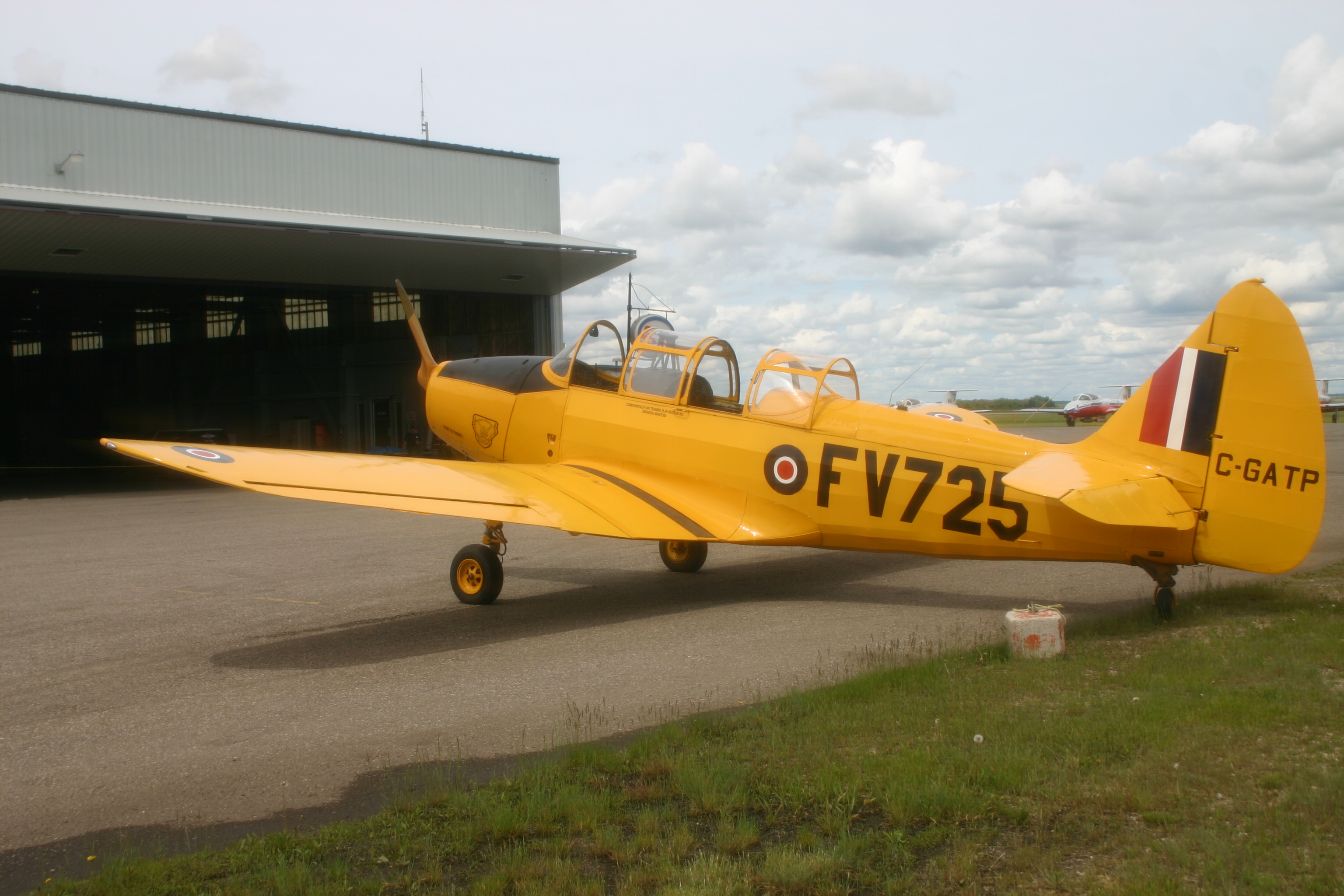
Fairchild PT-26B Cornell im Commonwealth Air Training Plan Museum, Brandon, Manitoba, 2005.

- United States Army Air Corps/United States Army Air Forces

 Vereinigtes Königreich
- Royal Air Force

## Technische Daten

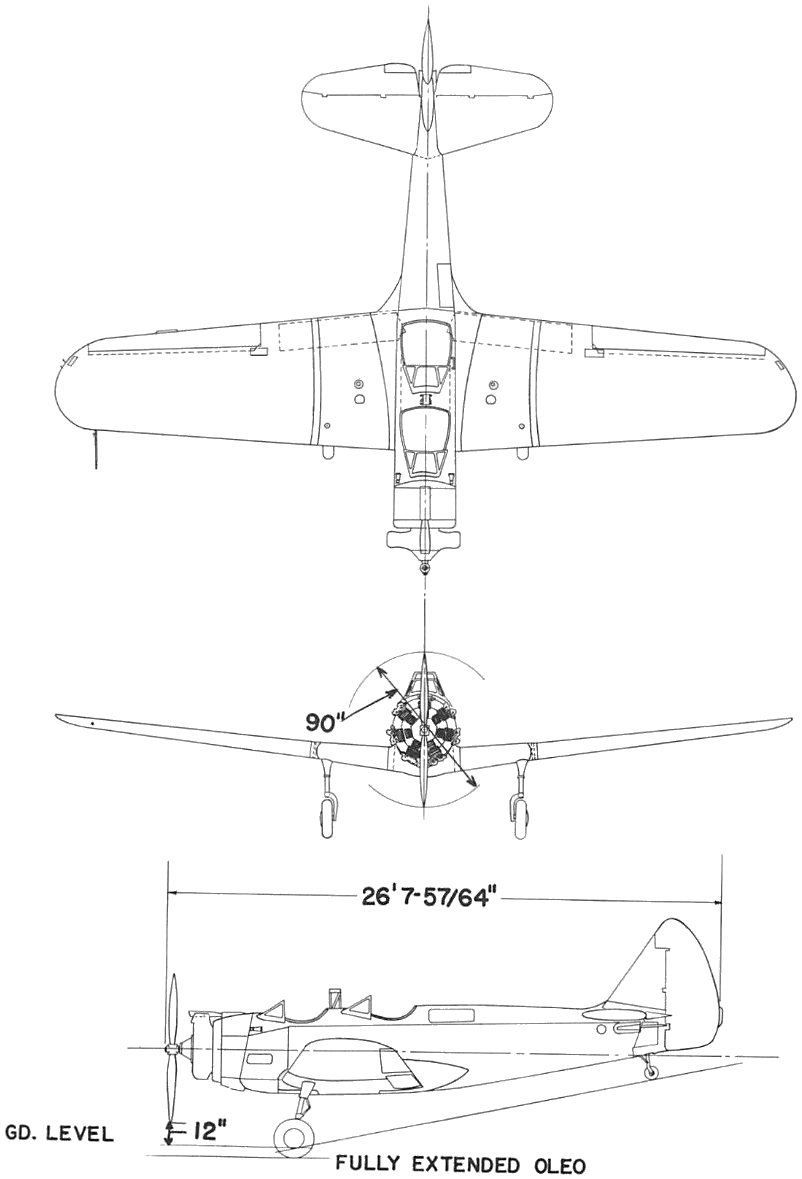
Fairchild PT-23 Cornell

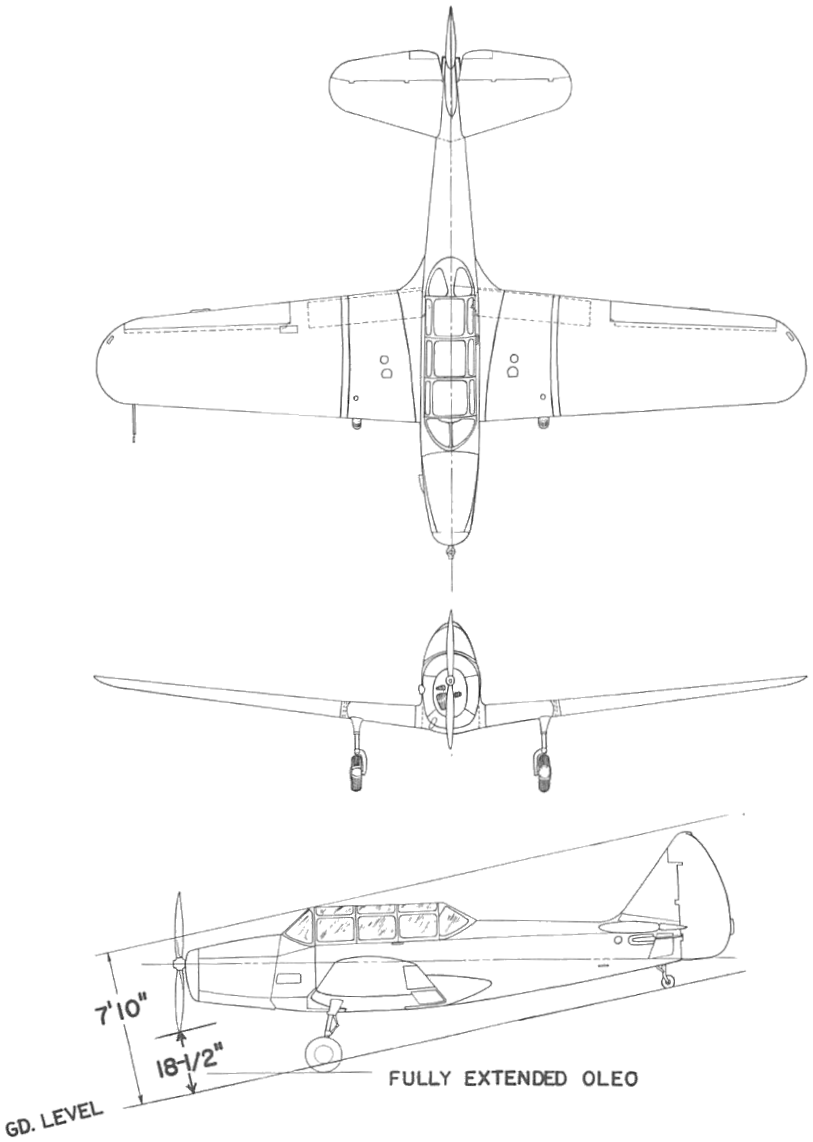
Fairchild PT-26 Cornell

| Kenngröße             | Daten                                  |
| --------------------- | -------------------------------------- |
| Besatzung             | 2                                      |
| Länge                 | 8,53 m                                 |
| Spannweite            | 10,97 m                                |
| Höhe                  | 3,40 m                                 |
| Flügelfläche          | ? m²                                   |
| Leermasse             | ? kg                                   |
| max. Startmasse       | 1154 kg                                |
| Höchstgeschwindigkeit | 212 km/h                               |
| Dienstgipfelhöhe      | 4663 m                                 |
| Reichweite            | 692 km                                 |
| Triebwerke            | 1 × Ranger L-440-3 mit 149 kW (203 PS) |